# Oxyethira obscura
Oxyethira obscura är en nattsländeart som beskrevs av Oliver S. Flint Jr. 1974. Oxyethira obscura ingår i släktet Oxyethira och familjen smånattsländor. Inga underarter finns listade i Catalogue of Life.